# Lizzie Miles
Lizzie Miles, (New Orleans, 1895. március 31. – New Orleans, 1963. március 17.) amerikai blues-énekesnő.

## Pályafutása
Lizzie Miles New Orleans Faubourg Marigny negyedében született egy louisianai kreol nyelvet beszélő családban. Gyerekként a katolikus templomában énekelt, és partikon, táncesteken lépett fel. 1909. -11 között King Oliverrel, Kid Ory-val, Bunk Johnsonnal és Armand J. Pironnal dolgozott. Ezután bejárta az amerikai Délt. Színházakban, cirkuszokban minstrel show előadásokban lépett fel. 1917-ben Chicagóban énekelt Manuel Manettával, majd 1921-ben Freddie Kepparddal, Charlie Elgarral, és ismét King Oliverrel.
New Yorkba költözve 1922-ben készítette első gramofonfelvételeit. Ezek bluesdalok voltak, de nem szerette, ha bluesénekesnőként emlegették, mivel szélesebb repertoárja volt.
Szólistaként a Dashy's Inn Golf Clubban is dolgozott. 1924-ben és 1925-ben turnézott Európában, majd visszatért New Yorkba. 1926-tól 1931-ig klubokban dolgozott. Ez idő alatt féltestvérével, Herb Moranddal dolgozott együtt.
Miles egy trió vezetőjeként King Oliverrel, és duóban Jelly Roll Mortonnal készített lemezeket.
Minthogy súlyos betegségben szenvedett, és az 1930-as években visszavonult a zeneipartól, de előbb még felvette volna a „My Man o' War” című albumot. Betegsége ellenére két filmben is szerepelt az 1930-as évek elején. 1935-ben újra rendszeresen dolgozott. Paul Barbarinnal lépett fel a New York-i Strollers Clubban. 1938-ban Fats Waller mellett énekelt, majd Chicagóban dolgozott.
1950-ben Miles Kaliforniában élt, ahol 1955, -57-ben George Lewisszal énekelt. 1955 és 1957 között Bob Scobey-val lépett fel Las Vegasban. 1958-ban és 1959-ben Joe Darensbourggal énekelt Chicagóban. Visszatérve New Orleansba Freddie Kohlmannal és Paul Barbarin partnere volt. 1958-ban fellépett a Monterey Jazz Festivalon.
Rendszeres rádióadásai is voltak. 1959-ben nyugdíjba vonult, de gospelt ezután is énekelt. Szorosan együttműködött a Sisters of the Holy Family-val, a város fekete szerzetesrendjével, és kijelentette, hogy „apácaként fog élni”.
1963. márciusában szívrohamban halt meg.
Woody Allen a „A Good Man Is Hard to Find” című dalát belefoglalta a 2013-as Blue Jasmine című filmjének zenéjébe.
Féltestvére, Edna Hicks bluesénekesnő volt.
Lizzie Miles 19 éves korában hozzáment ment August Pajaudhoz New Orleansban. 1914-ben John C. Miles felesége lett (akitől a művészneve ered). Miles zenekarvezető volt, és a Jones fivéreknek is dolgozott. Miles 1918. október 19-én spanyolnáthában halt meg.

## Albumválogatás
- 1956: Hot Songs My Mother Taught Me
- 1956: Moans and Blues
- 1956: Torchy Lullabies My Mother Sang Me
- 1956: A Night In Old New Orleans
- 1957: Bourbon Street
- 1959: Lizzie Miles With Tony Almerico's Dixieland Band

### Kislemezek 1922-ből
- Wicked Blues
- Take It 'Cause It's All Yours
- Lonesome Monday Morning Blues
- Please Don't Tickle Me, Babe
- He May Be Your Man, but He Comes to See Me Sometimes
- Muscle Shoals Blues
- She Walked Right Up and Took My Man

## Fordítás
- Ez a szócikk részben vagy egészben  a   Lizzie Miles című angol Wikipédia-szócikk ezen változatának fordításán alapul.  Az eredeti cikk szerkesztőit annak laptörténete sorolja fel. Ez a jelzés csupán a megfogalmazás eredetét és a szerzői jogokat jelzi, nem szolgál a cikkben szereplő információk forrásmegjelöléseként.